# Toyota Peugeot Citroën Automobile

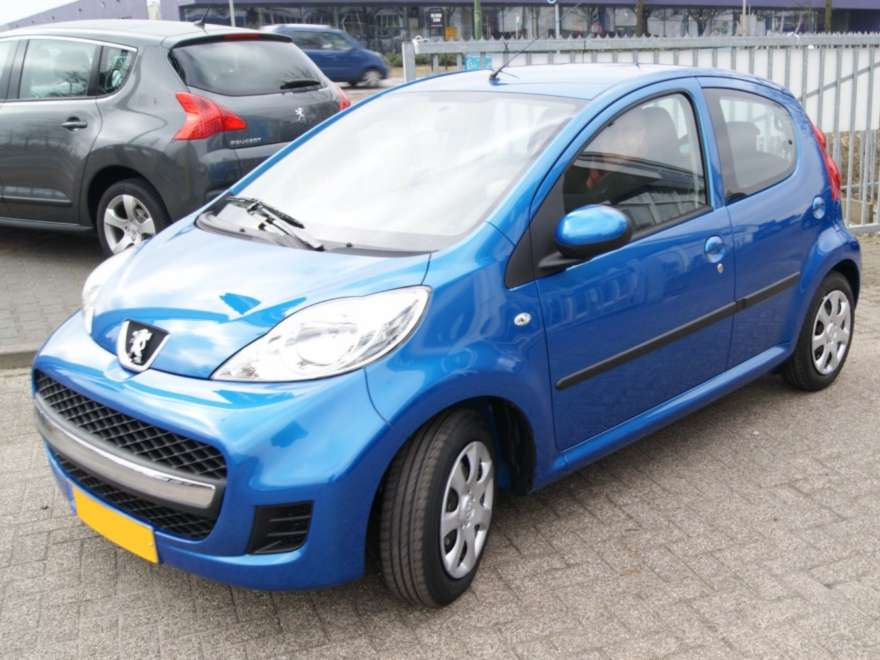
Peugeot 107

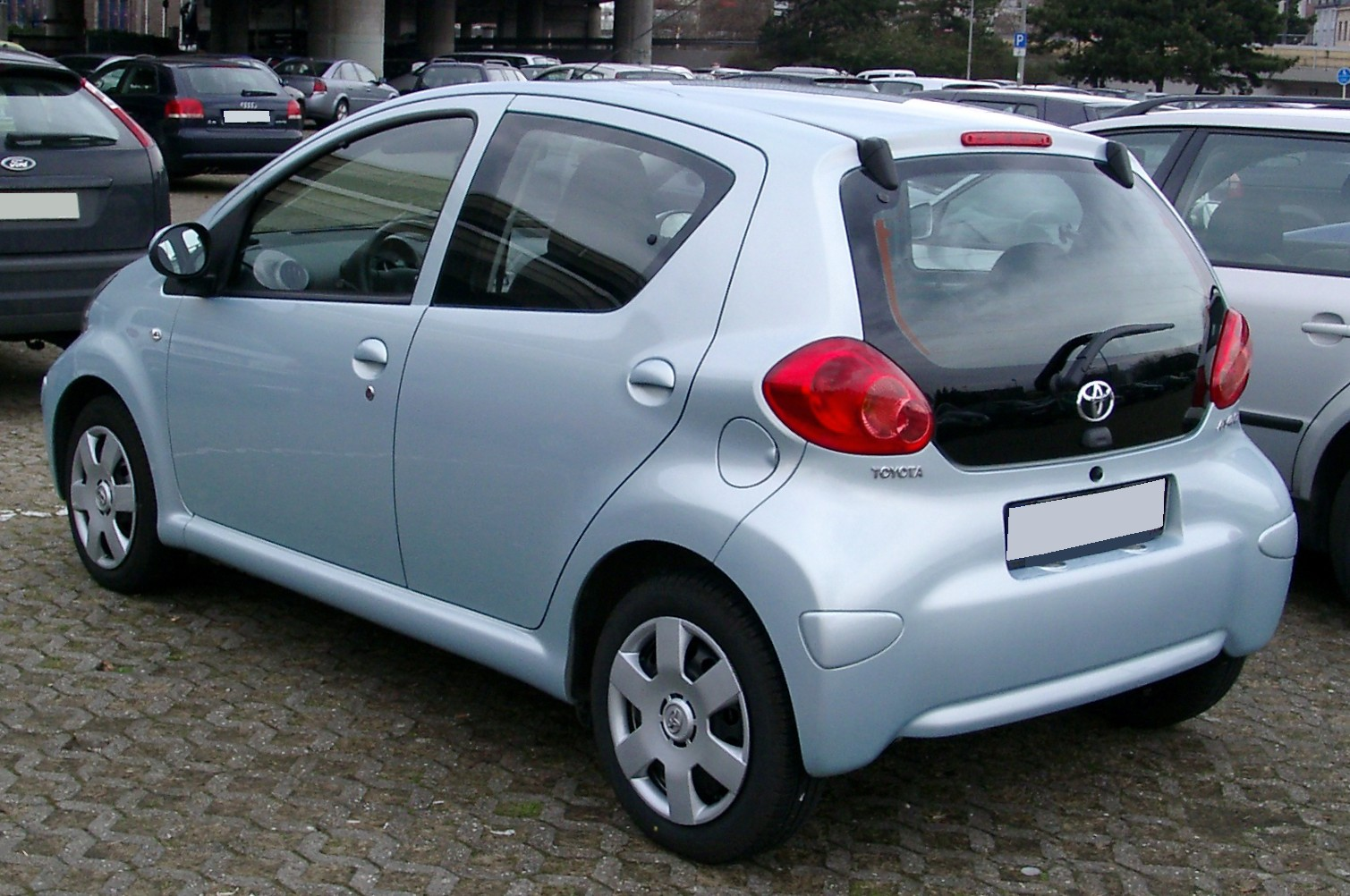
Toyota Aygo

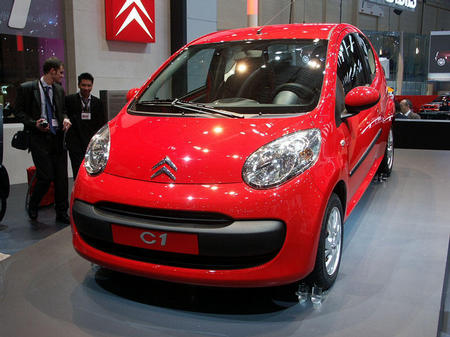
Citroën C1

Toyota Peugeot Citroën Automobile (TPCA) is een joint venture van de automobielfabrikanten PSA Peugeot Citroën en Toyota.
Het in 2002 opgerichte bedrijf bouwt voor de merken Peugeot, Citroën en Toyota de bijna identieke kleine modellen Peugeot 107, Citroën C1 en Toyota Aygo. De fabriek staat in Kolín (Tsjechië) en beschikt over een maximale productiecapaciteit van 330.000 auto’s per jaar. Op 19 december 2005 werd de 100.000ste auto gebouwd, en 19 december 2008 de 1.000.000ste. Vrijwel de gehele productie wordt geëxporteerd.

## Modellen
Momenteel (2010) worden in deze fabriek de modellen Citroën C1, Peugeot 107 en Toyota Aygo gebouwd.
Vanaf midden 2014 worden hier ook de nieuwe Citroën C1, Peugeot 108 en Toyota Aygo gebouwd.